# Gazeta Kulturalna
Gazeta Kulturalna – pismo kulturalno-literackie wydawane nieprzerwanie od 1996 roku w Zelowie. Pomysłodawcą i inicjatorem założenia pisma jest jego redaktor naczelny Andrzej Dębkowski. Na jego łamach ukazują się teksty poświęcone szeroko rozumianej kulturze ze szczególnym uwzględnieniem literatury (poezja, proza, krytyka literacka, szkice, eseje, wspomnienia itp.) oraz takich dziedzin jak: sztuka, muzyka i historia.
Z „Gazetą Kulturalną” współpracują m.in.: Józef Baran, Małgorzata Dębkowska, prof. Ignacy Stanisław Fiut, Joanna Friedrich, Andrzej Gnarowski, Kazimierz Ivosse, Stefan Jurkowski, Eugeniusz Kurzawa, Adam Lewandowski, Sławomir Łuczyński, Barbara Medajska, Janusz Orlikowski, prof. Maria Szyszkowska, Andrzej Walter, Tadeusz Zawadowski, František Všetička.